# Semiothisa victorinata
Semiothisa victorinata là một loài bướm đêm trong họ Geometridae.